# Manuel Llaneza
Manuel Llaneza Zapico (Veneros, 14 de enero de 1879-Mieres, 24 de enero de 1931) fue un sindicalista y político español, fundador del Sindicato de Obreros Mineros de Asturias (SOMA) y alcalde de Mieres.

## Biografía
Manuel Llaneza nació el 14 de enero de 1879 en Veneros (parroquia de Lada, Langreo). A los dos años se traslada con su familia a Barruelo de Santullán, en la cuenca minera palentina y allí comienza a trabajar a los once años. En 1902 vuelve a Asturias y trabaja en la mina Poca Cosa de Mieres, ingresando en el Partido Socialista Obrero Español (PSOE) un año más tarde.
Por participar en la Güelgona de 1906, es despedido de su trabajo emigrando al norte de Francia, donde trabajó de minero (en la Société des Mines de Liévin) y conoció el sindicalismo francés y belga. En particular, el sindicato reformista de orientación tradeunionista dirigido por Émile Basly en la cuenca Nord - Pas-de-Calais le sirvió de inspiración para fundar el primer sindicato de industria de España a su vuelta a Asturias, donde hasta entonces sólo habían existido organizaciones locales y de oficio muy débiles.
En 1910 volvió a Mieres y fundó en noviembre del mismo año el «Sindicato de Obreros Mineros de Asturias» (SOMA), que se integró al año siguiente en la UGT. Desempeñó el cargo de secretario general de este sindicato prácticamente de forma ininterrumpida hasta su muerte. Casó con Ventura Jove y tuvo cinco hijos: Luz, Antonio, Arístides, Alba y Manuel. Entre sus nietos se cuenta el cineasta mexicano Julián Pastor Llaneza. 
En el ámbito más político, fue concejal del Ayuntamiento de Mieres en 1911. En las elecciones municipales de 1911 accedió al cargo de alcalde, puesto que ocupó hasta 1919. Estuvo preso por ser uno de los cabecillas de la huelga de 1917. Entre 1920-21 se pronunció contra el ingreso del PSOE en la III Internacional o Internacional Comunista.
En abril de 1920 durante el mitin celebrado en Moreda el líder socialista gritaba mordiendo casi sus palabras: En este momento se está sosteniendo un duelo a muerte entre el  sindicato católico y el sindicato socialista. En Moreda el jesuita Sisinio Nevares había logrado fundar un Sindicato Católico que llegando a desafiar la tormenta de 1934.

## Parlamentario
En las elecciones generales de 1923 fue elegido diputado a Cortes por Asturias, pero solo llegó a ocupar el escaño unos meses, al producirse el golpe de Estado de Primo de Rivera.

## Dictadura
Durante la dictadura fue uno de los artífices de la política de colaboración de la patronal y hasta con el gobierno llegando a entrevistarse con Miguel Primo de Rivera. Uno de los mayores logros de Llaneza fue la concesión de 25 céntimos por tonelada de carbón, destinada a construir y mantener un orfanato minero. También promovió la construcción de varias Casas del Pueblo. En contra esta colaboración recibió una fuerte contestación de las bases y, tras el XII congreso del PSOE de 1928 cambió de orientación y se desmarcó de la dictadura. 
Manuel Llaneza representó a los mineros españoles en el Congreso Internacional de Ginebra de 1929. El 24 de enero de 1931 moría, en vísperas de la caída de la monarquía, en Mieres.

## En la cultura popular
El cantautor español Víctor Manuel compuso la canción Carta de un minero a Manuel Llaneza en los años 1970, aunque no se publicaría hasta 1976 debido a la censura durante la dictadura franquista.